# Peng Liyuan
Peng Liyuan (chinês tradicional: 彭麗媛, chinês simplificado: 彭丽媛, pinyin: Péng Lìyuán, pronúncia mandarim: [pʰə̌ŋ lîɥɛ̌n]; nascida a 20 de novembro de 1962) é uma cantora de música folclórica chinesa contemporânea e esposa de Xi Jinping, atual Secretário-Geral do Partido Comunista Chinês e Presidente da China. Ela é vice-presidente da Federação Chinesa de Literatura e Arte e uma das representantes contemporâneas da música vocal étnica, além de ser uma das fundadoras da escola de música vocal étnica chinesa.
Foi a primeira pessoa na China continental a obter um mestrado em música vocal étnica. Atualmente, ocupa cargos como orientadora de doutorado na Academia de Música da China, professora adjunta na Universidade de Pequim e na Universidade Normal de Xangai, além de professora visitante no Conservatório de Música da China. Atuou como diretora da Academia de Arte do Exército de Libertação Popular. Além disso, é membro do conselho da Associação Chinesa de Músicos e vice-presidente da Sociedade de Pesquisa de Ópera Chinesa.
Ganhou popularidade como cantora devido às suas aparições regulares na Gala Anual de Ano Novo da CCTV, um programa de televisão chinês amplamente assistido que vai ao ar durante o Ano Novo Chinês. Ela ganhou muitas honras em competições de canto a nível nacional. Seus singles mais famosos incluem "Pessoas da Nossa Aldeia" (父老乡亲), "Zhumulangma" (珠穆朗玛), "Eu Te Amo, Neve do Norte" (我爱你塞北的雪), "Nós Somos o Rio Amarelo e a Montanha Tai" (我们是黄河泰山), "Canção de Yimengshan" (沂蒙山小调), "Nuvens Flutuantes no Céu" (高天上流云), "Neve no Inverno Mais Frio" (数九寒冬下大雪) e "Risos dos Povos dos Cinco Continentes" (五洲人民齐欢笑). Também cantou as músicas-tema de várias séries populares de TV, como "The Water Margin" (1998).
É conhecida na China por seu senso de moda, creditado à sua estilista pessoal Ma Ke. Em 2014, foi listada como a 57ª Mulher Mais Poderosa do Mundo pela Forbes.

## Biografia
Peng Liyuan é natural do condado de Yuncheng, na província de Shandong. Seu pai foi diretor do Centro Cultural do Condado de Yuncheng, enquanto sua mãe foi uma importante atriz de ópera na Trupe de Ópera de Henan do Condado de Yuncheng. Influenciada por sua mãe, Peng foi capaz de cantar trechos da Ópera Henan aos 4 ou 5 anos de idade. Em 1976, aos 14 anos, Peng Liyuan foi admitida na Escola Secundária Número 1 de Yuncheng e, depois, ingressou na Escola de Arte Shandong Wuqi (renomeada Instituto de Arte de Shandong no final de 1978), especializando-se em música vocal étnica.
Em 1980, durante uma apresentação artística em Pequim, Peng impressionou o cenário musical de Pequim com as canções "Bao Leng Diao" (包楞调) e "Minha Terra Natal, Montanhas Yimeng (我的家乡沂蒙山)". No mesmo ano, ingressou no Exército de Libertação Popular, tornando-se uma artista militar.
Em 1982,  começou a ser reconhecida pelo público chinês. Naquele ano, ao participar do espetáculo de gala de Ano Novo Lunar organizado pela Televisão Central da China, ela cantou as músicas "Nos Campos da Esperança" (在希望的田野上) e "Eu Te Amo, Neve do Norte" (我爱你，塞北的雪), conquistando o amor do público e solidificando sua posição no cenário da música étnica chinesa.
Em 1983, durante a primeira visita à China do então membro permanente do Bureau Político do Comitê Central do Partido dos Trabalhadores da Coreia, Kim Jong-il, ela cantou a conhecida canção norte-coreana "The Flower Girl" (卖花姑娘) em chinês e coreano.
Em 1984, foi transferida da Orquestra de Canto e Dança Vanguarda do Departamento Político do Distrito Militar de Jinan para a Orquestra de Canto e Dança do Departamento Político Geral. No ano seguinte, foi à frente de batalha da Batalha de Laoshan para oferecer condolências aos soldados. Logo depois, ingressou no Departamento de Canto da Academia Chinesa de Música, onde estudou sob a orientação dos educadores vocais Wang Yinxuan e Jin Tielin.
Em 1985, ganhou o primeiro lugar no concurso nacional de música "Nie Er e Xian Xinghai" organizado pelo Ministério da Cultura, na categoria de canto folclórico. No mesmo ano, em julho, juntou-se ao Partido Comunista Chinês. Em comemoração ao 40º aniversário da vitória da Guerra de Resistência contra o Japão e ao 40º aniversário da estreia de "A Donzela dos Cabelos Brancos" ("白毛女"), a peça foi encenada no Teatro Tianqiao, em Pequim. Tornou-se a terceira "Xiao Er" após Wang Kun e Guo Lanying, e por isso recebeu o prêmio "Flor de Ameixa" (梅花奖), a maior honraria do teatro chinês.
Em 1986, ganhou o primeiro lugar na categoria de canto folclórico profissional do segundo concurso nacional de jovens cantores organizado pela CCTV. No final do mesmo ano, conheceu Xi Jinping por meio de amigos e se casou com ele em Xiamen em 1º de setembro de 1987. Durante o incidente de Tiananmen em 1989, vestida com uniforme militar, foi ao local para cantar para os soldados e cantou a música "As pessoas mais amadas" (最可爱的人).
Em maio de 1990, após a defesa de sua tese, ela obteve o título de mestre, tornando-se a primeira pessoa na China a receber um mestrado em canto folclórico. Essa conquista destaca seu papel como uma pioneira na formação e desenvolvimento da música étnica na China.
Em 2002, a Academia de Artes de Shandong a nomeou como professora visitante. Em setembro de 2004, a Academia Chinesa de Música também a nomeou como professora visitante da instituição.
Em setembro de 2005, a convite do comitê organizador da celebração do 60º aniversário das Nações Unidas, estrelou a ópera chinesa "O Poema de Mulan" (木兰诗篇) no Lincoln Center de Nova York, nos Estados Unidos, e foi premiada com o Prêmio de Artista Excepcional do Lincoln Center.
Em 2007, Peng participou de um número de canto e dança exibido na televisão chinesa, que apresentava tibetanos agradecendo ao exército chinês por libertá-los. Em novembro do mesmo ano, o Departamento de Propaganda do Comitê Central do Partido Comunista da China, o Departamento de Pessoal e a União dos Escritores e Artistas da China concederam a ela e a outros 56 artistas o título honorífico de "Artistas de Médios e Jovens de Doutrina e Arte". Essa distinção reconhece suas contribuições notáveis tanto em termos de ética quanto de arte, destacando seu compromisso com a excelência em sua carreira artística e em sua integridade pessoal.
Em junho de 2011, foi nomeada Embaixadora da Boa Vontade da Organização Mundial da Saúde para a Prevenção da Tuberculose e da AIDS e Embaixadora da China para a Prevenção do Tabagismo. Além disso, foi membro do 8º ao 11º comitê da Conferência Consultiva Política do Povo Chinês, membro permanente da Federação Nacional da Juventude da China e vice-presidente da Associação Chinesa de Músicos.
A partir de 2012, tornou-se diretora da Academia de Arte do Exército de Libertação Popular. Em meados de abril de 2017, a instituição foi renomeada como Instituto Militar e Cultural da Universidade de Defesa Nacional do Exército de Libertação Popular, e ela foi transferida para o Comitê de Avaliação do Departamento Político do Estado-Maior do Exército de Libertação Popular para servir como avaliadora sênior. O novo diretor foi relatado como sendo Zhang Qichao, ex-vice-diretor da Academia Militar de Artes. Desde que Xi Jinping assumiu o cargo em novembro de 2012, ela também acompanhou Xi Jinping em várias viagens ao exterior como primeira-dama.
Em 20 de novembro de 2014, a Universidade Massey na Nova Zelândia conferiu a Peng um Doutorado Honoris Causa em reconhecimento às suas "contribuições internacionais para as artes performativas e programas de saúde e educação". Em 2016, ela foi nomeada Enviada Especial da UNESCO para a Promoção da Educação de Meninas e Mulheres. Em 6 de dezembro de 2017, a Juilliard School, um conservatório privado de artes performativas na cidade de Nova York, também conferiu a Peng um Doutorado Honoris Causa no Conservatório de Música da China, em Pequim, em reconhecimento por suas conquistas como artista excepcional e por sua contribuição às trocas culturais entre a China e os Estados Unidos.

## Vida pessoal
Peng Liyuan foi apresentada a Xi Jinping por amigos em 1986, quando Xi trabalhava como vice-prefeito da cidade portuária oriental de Xiamen, Fujian. Xi foi, segundo relatos, acadêmico durante o namoro, perguntando sobre técnicas de canto. O casal se casou em 1º de setembro de 1987. Quatro dias depois, ela voltou a Pequim para se apresentar no Festival Nacional de Arte e, em seguida, partiu imediatamente para os Estados Unidos e Canadá para se apresentar. Por muitos anos após o casamento, o casal dedicou mais tempo às suas respectivas carreiras até Xi Jinping ser promovido para Pequim.
Peng e Xi têm uma filha chamada Xi Mingze, nascida em 1992 e apelidada de Xiao Muzi, que se formou na Universidade de Harvard na primavera de 2015, onde usou um pseudônimo e estudou psicologia e inglês.

## Avaliação

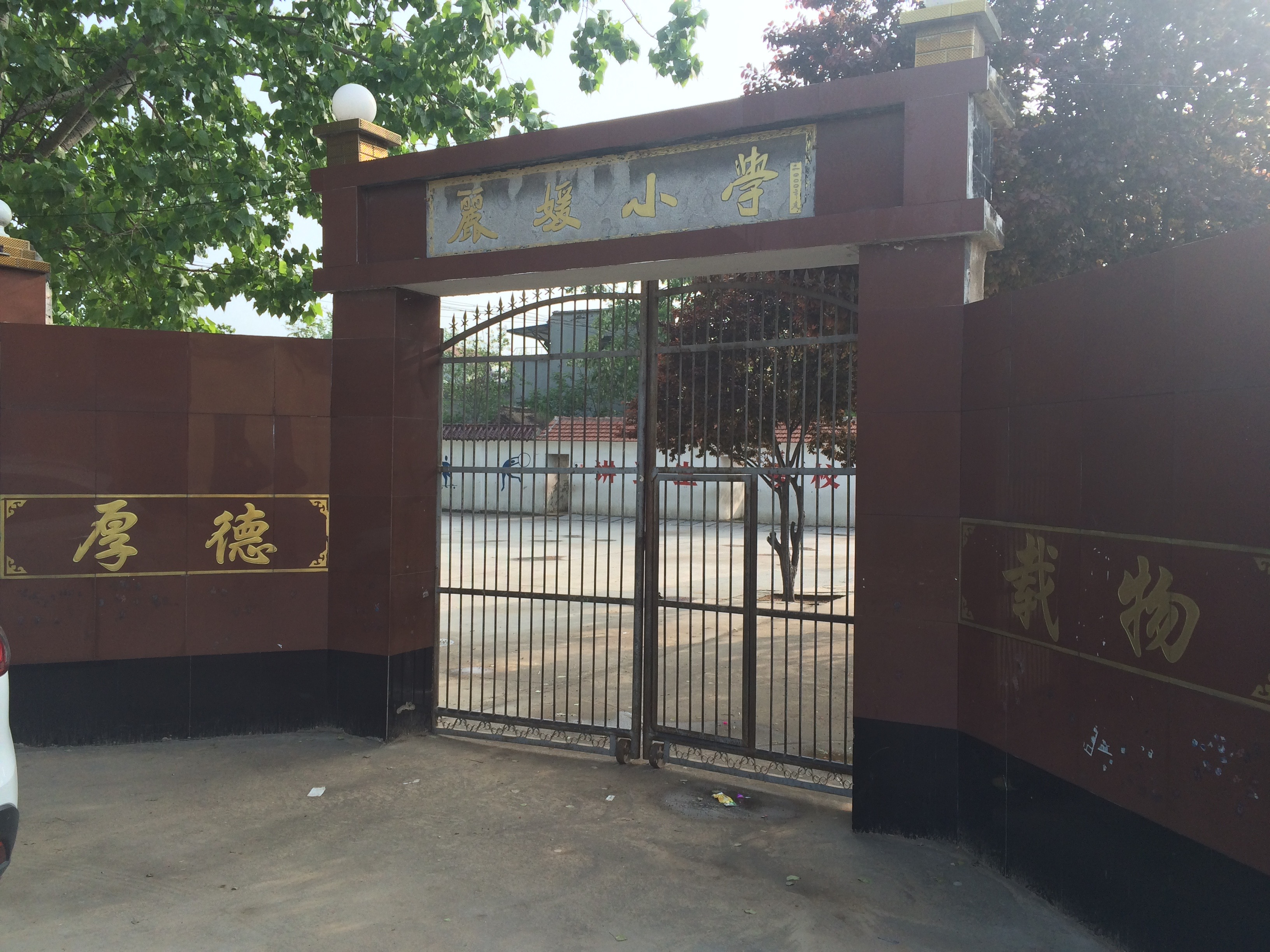
Escola Primária Liyuan doada por Peng Liyuan na vila de Houpengzhuang, cidade de Zhangying, condado de Yuncheng, cidade de Heze, província de Shandong (maio de 2015

Em junho de 2013, a primeira-dama dos EUA, Michelle Obama, permaneceu em Washington e não foi à Califórnia para se encontrar com Peng Liyuan. A revista Foreign Policy considerou que Michelle "fez a escolha certa", pois Peng Liyuan era apenas uma major-general do Exército de Libertação Popular que cantava propaganda política, e Michelle não deveria se encontrar com alguém que apoiou o exército cantando na Praça Tiananmen após a repressão sangrenta. No entanto, no final de março do ano seguinte, Michelle Obama foi convidada por Peng Liyuan para visitar a China, onde permaneceu por uma semana.
Em 7 de abril de 2017, durante a reunião do presidente Donald Trump com Xi Jinping em Mar-a-Lago, Trump descreveu Peng Liyuan como uma cantora talentosa.

## Prêmios
- Medalha de Ouro na categoria de canto folclórico da Primeira Competição Nacional de Obras Vocais Nie Er e Xian Xinghai.[37]
- Primeiro lugar na categoria profissional de canto folclórico da Segunda Competição Nacional de Jovens Cantores da CCTV.[37]
- Terceiro Prêmio Flor de Ameixa.[38]
- Prêmio de Artista Excepcional concedido pelo Comitê de Artes do Lincoln Center.
- Medalha de Ouro no 26º Festival Mundial da Juventude, classificada em primeiro lugar em vocais.